# Piratenkapitän Mary
Piratenkapitän Mary (Originaltitel: Le avventure di Mary Read) ist ein italienisch-französischer Piratenfilm. Der 1961 von Umberto Lenzi inszenierte Film lief ab 1. Februar 1963 in den deutschen Kinos.

## Handlung
Mary Read (als Mann verkleidet) wird bei einem Diebstahl ertappt und kommt ins Gefängnis. Dort lernt sie Lord Peter Goodwin kennen. Nachdem sie aus dem Gefängnis ausgebrochen ist, heuert Mary auf dem berüchtigten Piratenschiff des Captain Poof an. Dort übernimmt Mary bald das Kommando und geht auf Kaperfahrt.
Die Seetruppen des Königs wollen das Schiff vernichten. Kapitän eines Kriegsschiffes ist zufällig Peter Goodwin, welcher Mary so unerwartet wiedertrifft.

## Kritik
„Durchschnittlicher Seeräuberfilm.“

- Cinema urteilt: „Laues Lüftchen auf den Meeren der Filmkunst“.[2]

## Sonstiges
Die DVD-Veröffentlichung erschien unter dem Titel Fluch der Piraten. Ein weiterer alternativer Titel lautet Unter der schwarzen Flagge der Piraten.